# Mumma

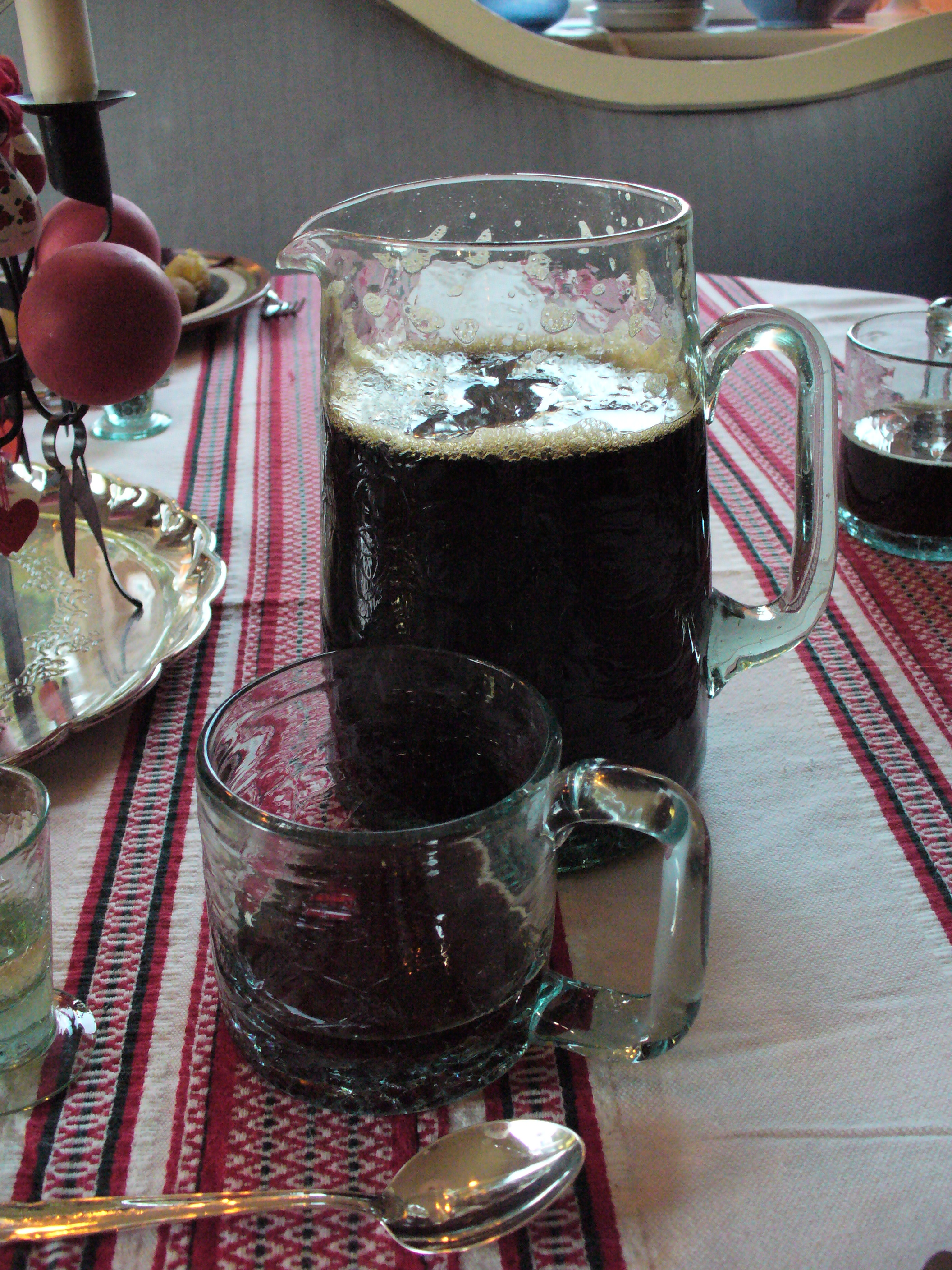
Mumma.

Mumma är en dryck som är vanlig att dricka till julbordet. Grunden består av porter, portvin, eller annat (stark)vin och sockerdricka, lageröl eller julmust. Ofta tillsätts även någon sorts starksprit, t.ex. gin eller brännvin. Mumma med kardemumma är en annan vanlig kryddning som förekommer. Vid lyxigare tillfällen tillagas mumma med mousserande vin, och kan då drickas tillsammans med kokta kräftor. Denna variant har även kallats äkta mumma, gentemot varianten utan mousserande vin som kallats oäkta mumma. Vintillsatsen är inte nödvändig. Sockerdrickan kan bytas ut mot socker, helst i form av kallnad sockerlag, eftersom strösocker löser sig mycket långsamt i de övriga kalla ingredienserna.
Mumma är känt sedan 1500-talet i svenskan och fanns i till exempel Braunschweiger Mumme, ett starkt öl från Braunschweig, som importerades till Sverige. Den vanliga sorten kallades Stadtmumme och en starkare sort Schiffsmumme. Det utvidgades sedan till att betyda sött mörkt öl i allmänhet och senare en ölblandning smaksatt med söta drycker, kryddor, vin och spetsat med sprit. I överförd bemärkelse har mumma fått stå för något som är gott som i "smakar mumma".